# هیز اسنتر (نبراسکا)
هیز اسنتر(به انگلیسی: Hayes Center) شهری در ایالت نبراسکا کشور ایالات متحده آمریکا است که جمعیت آن در سرشماری سال ۲۰۱۰ میلادی، ۲۱۴ نفر بوده‌است.